# Radisson Hotels & Resorts
Radisson Hotel Group — одна из крупнейших гостиничных компаний, портфель которой насчитывает восемь различных брендов и более 1400 открытых и готовящихся к открытию отелей в 114 странах мира; один из крупнейших игроков в сфере гостиничного бизнеса.

### Carlson
История компании Carlson — классический пример американского предпринимательства. В 1938 г. Кёртис Карлсон придумал специальную программу для привлечения клиентов, занял 55 долларов у владельца квартиры, которую он снимал, и основал Gold Bond Stamp Company в Миннеаполисе, штат Миннесота. В течение последующих 80 лет семейное предприятие Карлсона росло и развивалось и превратилось в международную корпорацию, оказывающую туристические и гостиничные услуги.
В 1962 г. Карлсон приобрёл долю в своей первой гостинице в Миннеаполисе, названной в честь французского путешественника Пьера-Эспри Радиссона. Двумя годами позже он получил полный контроль над этой гостиницей. В 1982 г. реконструкция первого отеля Radisson была признана нерентабельной, и здание было снесено. К тому времени Карлсон открыл 2 успешные гостиницы — Radisson South Bloomington и Radisson Inn Minneapolis, что позволило ему построить новое здание гостиницы Radisson на месте снесённого.
В 1973 г. Gold Bond Stamp Company была переименована в Carlson Companies Inc. Карлсон приобрёл компанию T.G.I. Friday’s Inc., которой принадлежало 12 ресторанов в 9 штатах США, войдя, таким образом, в сферу ресторанного бизнеса. В 1976 г. он приобрёл компанию Country Kitchen Inc., управлявшей сетью ресторанов семейного типа. Десятью годами позже одновременно с открытием первой гостиницы в Бернсвилле (Миннесота), Карлсон основал предприятие Country Inns & Suites под брендом Carlson. В настоящее время под этим брендом работают свыше 480 гостиниц по всему миру. Большая часть из них расположена в США, Канаде, Индии и странах Латинской Америки.
В 1990-х в Сингапуре была основана компания Radisson Hotel Asia (RHA) — подразделение компании Карлсона для работы в Азиатско-Тихоокеанском регионе. Вскоре были открыты региональные офисы в Дели (Индия) и Шанхае (КНР). Первые гостиницы бренда Radisson в Китае и Индии — Radisson Blu Hotel Beijing и Radisson Blu Plaza Delhi Airport — были открыты в 1995 и 1998 гг. соответственно.
В 1991 г. было подписано соглашение с оператором 4- и 5-звёздочных гостиниц в Великобритании Edwardian Hotels of London, что позволило увеличить сеть гостиниц Radisson на 9 единиц.
В 1992 г. Carlson запустила инновационную партнёрскую онлайн-программу для турагентств Look To BookSM.
В 1994 г. скандинавская компания SAS International Hotels (позднее Rezidor) подписала с Carlson эксклюзивный договор о франчайзинге касательно работы под брендом Radisson в Европе, на Ближнем Востоке и в Африке. В качестве первого совместного предприятия двух партнёров была создана компания Radisson SAS, которая впоследствии была трансформирована в бренд Radisson Blu.
Через 2 года Carlson приобрела компанию Regent Hotels & Resorts, что позволило ей войти в сегмент гостиниц премиум-класса.
В 1999 г. была запущена Gold Points RewardsSM — программа лояльности для клиентов гостиниц сети. Впоследствии она трансформировалась в Club CarlsonSM — глобальную партнёрскую программу Carlson Rezidor Hotel Group.
В 2000 г. Carlson приобрела бренды Park Plaza и Park Inn.
В 2002 г. Carlson передала The Rezidor Hotel Group франшизу на использование брендов Regent Hotels & Resorts, Park Inn и Country Inns & Suites By Carlson. В том же году была основана компания Carlson Hotels Asia Pacific (CHAP), что ознаменовало
начало создания новой глобальной структуры Carlson.
В 2005 г. Carlson приобрела 25 % акций The Rezidor Hotel Group. В следующем году последовала очередная диверсификация бизнеса Carlson, которую ознаменовала покупка 50 % акций компании Carlson Wagonlit Travel (CWT), принадлежавших другому гостиничному оператору — Accor. Carlson Wagonlit Travel специализируется на организации деловых поездок, встреч и мероприятий для компаний, правительственных и неправительственных организаций. Оставшиеся 50 % акций этого предприятия были приобретены Carlson в 2014 г.
История CWT начинается в 1870-х гг., когда появились первые купейные ж/д вагоны и бельгийский предприниматель Жорж Нагельмакерс основал компанию Compagnie International des Wagons-Lits.
Гостиницы Radisson SAS оказались успешными в Европе, на Ближнем Востоке и в Африке. В 2006 г. этот бренд был ключевым активом Rezidor Hotel Group во время её выхода на Стокгольмскую фондовую биржу. Carlson приобрела дополнительный пакет акций и
увеличила свою долю до 35 %.
В 2008 г. компания Carlson Hotels торжественно открыла свою 1000-ю гостиницу.
В 2010 г. Carlson продала бренд Regent Hotels & Resorts компании Formosa International Hotels Corporation, что позволило ей сфокусироваться на развитии собственных брендов.
В 2012 г. Carlson вновь проявила интерес к региону Европы, Ближнего Востока и Африки, увеличив свою долю в The Rezidor Hotel Group до 51 %. В дальнейшем компания очередной шаг в развитии своего бизнеса в сфере индустрии путешествий, начав стратегическое партнёрство с Rezidor и выйдя на рынок под названием Carlson Rezidor Hotel Group.

### Rezidor
Компания Rezidor начинала свою работу под названием SAS International Hotels (SIH), подразделения авиакомпании SAS Airlines в Осло. С её созданием SAS стала первой компанией в истории, занимавшейся гостиничным бизнесом и авиаперевозками одновременно.
В 1960 г. SIH открыла свой первый отель в Дании Royal Copenhagen.
Это ознаменовало начало строительства сети гостиниц. К 1980 г. Rezidor вышла за пределы Скандинавии, открыв Radisson SAS Hotel в Кувейте, который впоследствии был серьёзно повреждён во время иракского вторжения.
В 1989 г. штаб-квартира компании была перенесена в Брюссель, и Курт Риттер был назначен её Президентом и Генеральным директором. Тогда же впервые была представлена экологическая политика компании, которая впоследствии была трансформирована в программу Responsible Business.
В 1994 г. SIH подписала первый эксклюзивный договор о франчайзинге с компанией Carlson касательно использования и развития бренда Radisson в Европе, на Ближнем Востоке и в Африке, что привело к созданию совместного бренда Radisson эксклюзивный договор о франчайзинге, подписанный в 2002 г., подразумевал использование брендов Park Inn, Country Inn & Suites и Regent в тех же регионах.
Ещё одним этапом развития компании в середине 90-х стал запуск новой концепции предоставления услуг Yes I Can! и открытие собственной школы менеджмента.
В 1999 г. SIH пришла в Африку, открыв Radisson SAS Hotel Waterfront в Кейптауне.
В конце 90-х SIH перенесла свою штаб-квартиру в Брюссель, а в 2002 г. сменила название на Rezidor и заключила очередной франчайзинговый договор с Carlson.
В 2005 г. Carlson приобрела у SAS 25 % акций Rezidor, что ещё больше усилило связи между этими компаниями. В следующем году, после того, как SAS продала свой гостиничный бизнес, Rezidor вышла на биржу, пройдя процедуру листинга на Стокгольмской фондовой бирже. Carlson приобрела большую часть акций и вскоре стала крупнейшим акционером Rezidor.
Новый этап в истории Rezidor начался после её переименования в The Rezidor Hotel Group. В 2008 г. SAS продала свою долю акций. В результате бренд гостиниц премиум-класса Radisson SAS был переименован в Radisson Blu в 2009 г.
Развитие Rezidor продолжалось — компания стала крупнейшим иностранным гостиничным оператором в России и странах СНГ. Бренд Park Inn занял верхнюю строчку европейского Рейтинга исследования соответствия потребительскому спросу в сфере гостиничного бизнеса, а в гостинице Radisson Blu Hotel, Zurich Airport была открыта крупнейшая в Европе Винная Башня (Wine Tower).
2010 г. ознаменовался для Rezidor тем, что бренд Radisson Blu стал крупнейшим брендом гостиниц премиум-класса в Европе, а бренд Park Inn был переименован в Park Inn by Radisson. Вместе со своей первой гостиницей — Radisson Blu Royal Hotel, Copenhagen — Rezidor отметил свой золотой юбилей. Также в этом году американский исследовательский институт Ethisphere назвал Rezidor одной из наиболее этичных компаний мира.
Важнейшим событием 2012 г. стало создание Carlson Rezidor Hotel Group в качестве стратегического партнёрства Carlson и Rezidor.
Также в 2012 г. легенда гостиничного бизнеса, Президент и Генеральный директор Rezidor Курт Риттер объявил о своём уходе после 36 лет работы.

### Carlson Rezidor Hotel Group
В 2013 г. Президентом Rezidor был назначен Вольфганг М. Нойманн из Австрии.
В 2016 г. в Брюсселе был открыт первый отель под брендом Radisson RED.
Впоследствии гостиницы по этим брендом были открыты в Миннеаполисе, Брюсселе, Кампинасе и Кейптауне.
Также в 2016 г. Rezidor вышел на рынок гостиниц экономкласса, приобретя 49 % акций успешной немецкой сети отелей prizeotel.

### HNA Tourism Group
В декабре 2016 г. китайская компания HNA Tourism Group Co., Ltd. приобрела Carlson Hotels вместе с её долей акций (51,3 %) Rezidor, объявив впоследствии о намерении выкупить Rezidor полностью.
В начале 2017 г. Rezidor представила отчёт с рекордными данными о росте: 45 открытых вновь гостиниц с 8200 номерами.
Radisson Blu остался крупнейшим брендом отелей сегмента upscale: по данным рейтингового агентства MKG Hospitality-On под этим брендом работают 186 отелей с более чем 45000 номерами.
Carlson Rezidor Asia Pacific также продемонстрировала рост: к 2017 г. под управлением компании было 100 действующих или находящихся на стадии строительства гостиниц в 14 странах Азиатско-Тихоокеанского региона. Особенно прочные позиции компания заняла в Индии — её гостиницы открыты в столицах индийских штатов и крупнейших городах.
В мае 2017 г. оба участника стратегического партнёрства получили новых руководителей: Федерико Дж. Гонсалес из Испании был назначен Президентом и Генеральным директором Rezidor, в то время как Джон М. Кидд занял пост Генерального и Исполнительного директора Carlson Hotels.
В декабре 2017 г. президентом подразделения Asia Pacific стала Катерина Джаннука (Katerina Giannouka). Федерико Дж. Гонсалес также был избран Председателем Глобального руководящего комитета, созданного для совместного стратегического развития Rezidor (в настоящее время
— Radisson Hospitality AB) и Carlson (в настоящее время — Radisson Hospitality Inc.). Radisson Hospitality, Inc. и Radisson Hospitality AB управляются советами директоров, независимы друг от друга и могут самостоятельно управлять своей деятельностью. Глобальный руководящий комитет, куда входит равное число представителей обеих компаний, выступает в качестве консультативного органа.
5 марта 2018 г. Carlson Rezidor Hotel Group объявила о ребрендинге и начале работы под названием Radisson Hotel Group. Новая корпоративная стратегия компании подразумевает объединение управляемых ею брендов вокруг главного — Radisson. После ребрендинга компании программа лояльности Club Carlson стала называться Radisson Rewards™.
Помимо ребрендинга Radisson Hotel Group переформатировала концепцию своих брендов, чтобы подчеркнуть уникальность бренда Radisson. Портфель брендов компании включает 8 гостиничных брендов — от современного экономкласса до фешенебельного.
В мае 2018 г. во время годового общего собрания акционеров в Стокгольме акционеры Rezidor Hotel Group AB приняли решение о переименовании компании в Radisson Hospitality AB и внесли соответствующие поправки в её устав.

## На постсоветском пространстве

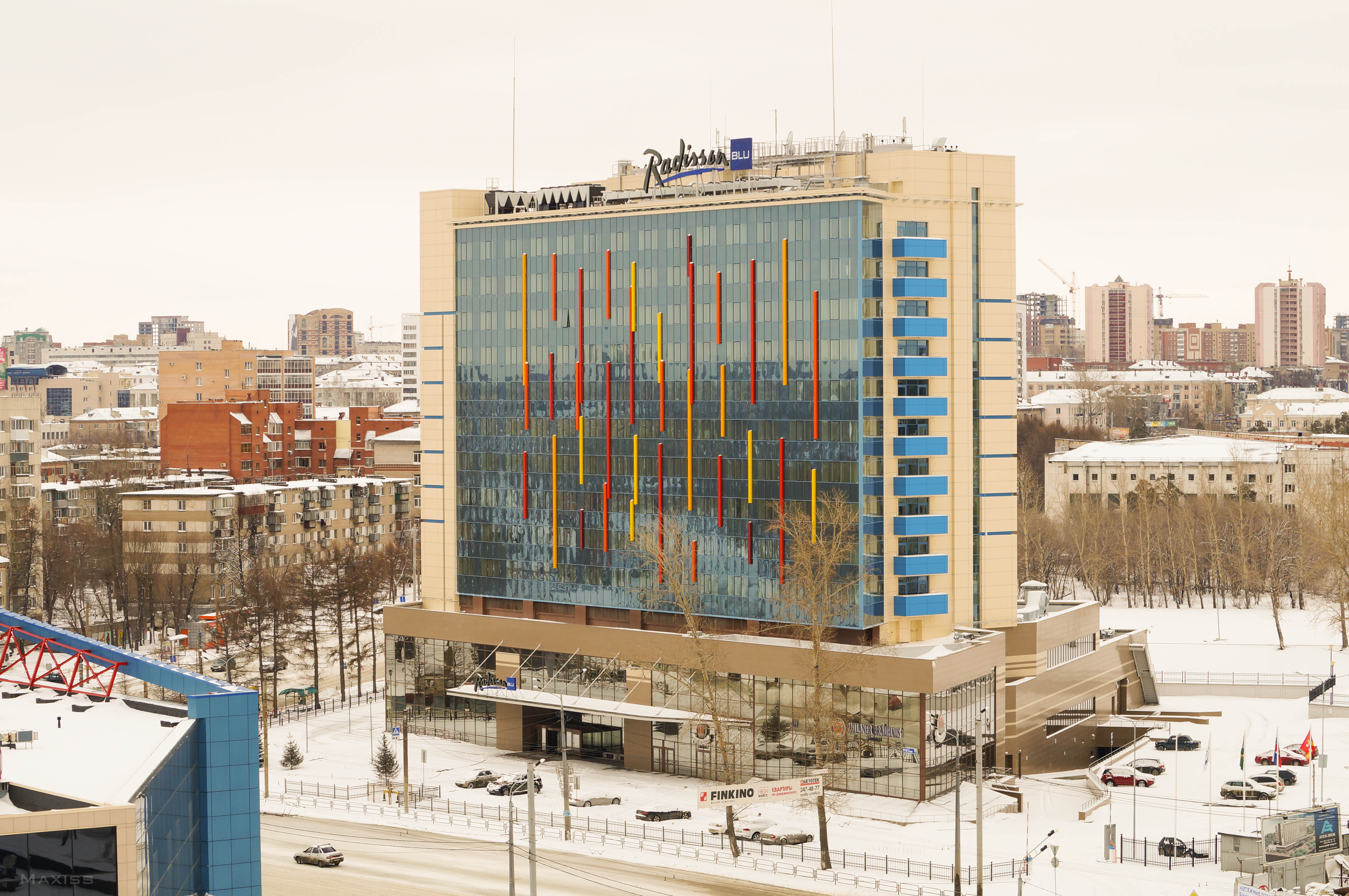
Radisson Blu Челябинск

Radisson Hotel Group является крупнейшим международным гостиничным оператором в России, СНГ и странах Балтии. Московский региональный офис компании был открыт в 2007 году. Штат сотрудников насчитывает сорок человек, отвечающих за различные направления бизнеса, в том числе операционная деятельность отелей, продажи, маркетинг, ценообразование, закупки, управление персоналом, техническое сопровождение, финансы, развитие бизнеса.
28 января 2019 года журнал Forbes представил рейтинг «Крупнейшие отельные сети России». Сеть отелей Radisson Hotel Group, владеющая 36 объектами в 17 регионах России, заняла второе место в данном рейтинге. В 2018 году доход Radisson Hotel Group от деятельности на территории России составил 244 000 000 долларов.
В России, странах СНГ, Балтии и Украине под брендами Radisson, Radisson Blu и Radisson Collection, работают 64 отеля на более чем 15 300 номеров.